# 高橋麻美 (アナウンサー)
高橋 麻美（たかはし あさみ、1987年（昭和62年）4月21日 - ）は、日本のフリーアナウンサー、タレント。

## 略歴
北海道旭川市出身。学生時代には水泳、バスケットボール、陸上競技（400メートル競走、400メートルハードル）経験。
NHK札幌放送局に契約リポーターとして採用。リポーターとして地域情報を伝える。
その後は北海道の民放
局・HTBの朝の情報番組でスポーツキャスターを務めた。CS放送局GAORASports＝北海道日本ハムファイターズ公式映像のレポーターも担う。上京後も北海道日本ハムファイターズの野球中継でレポートを担当。
FM NACK5『GOGOMONZ』で約4年半パーソナリティーを務めていた。
2016年11月23日放送「パンクラスTV」（LINELIVE）出演をきっかけに格闘技観戦も始め、12月からの「パンクラス中継」（TOKYO-MX）控え室リポーターに起用された。
2017年4月29日、サッポロコレクションに出演。
2019年10月7日、『GOGOMONZ』の番組内で一般男性と結婚したことを発表。
2022年1月、第1子出産。

## 人物
体のサイズは身長169cm。足サイズ24.5cm。B83・W58・H86。長身を活かしモデル活動も行っている。ニックネームはチャーミー。
趣味は釣り、ゴルフ、読書、舞台鑑賞、スポーツ観戦。特技は一輪車、早食い・大食い。辛いものにも強い。中高国語科教員免許、陸上競技審判員の資格を保持している。

## 現在の担当番組
- BS釣りビジョン:釣りますニッポン!（2021年11月1日 - ）
- モデルプレスニュース (ひかりTV)
- 是枝つぐとのおみおくり百科（CRT栃木放送 隆さま劇場内 毎週金曜日14:05 - 、YBS山梨放送 毎週土曜日7:15 - ）

## 過去の担当番組
- GOGOMONZ（FM NACK5） - 4代目女性パーソナリティ（2017年5月1日 - 2021年9月30日 ）
- 俄然風太のカマっていいとも！（FM.クマガヤ） - ゲストパーソナリティ（2021年6月11日・10月15日）
- FANTASY RADIO （FM NACK5） - メインパーソナリティ(2020年12月4日、春日萌花リモート出演による代演）
- GAORAプロ野球中継ファイターズ中継（GAORA）- ベンチレポーター
- ネットワークニュース北海道（NHK札幌放送局）
- お元気ですか日本列島（NHK総合テレビジョン）
- つながる@きたカフェ （NHK札幌放送局）- ニュース担当
- イチオシ!モーニング（北海道テレビ） - イチスポ!（スポーツ）キャスター。月 - 土曜日担当（2011年3月28日 - 2015年3月26日）
- 情報マルシェ! - レポーター
- 高校野球中継レポーター
- 直撃!コロシアム!! ズバッと!TV（TBSテレビ）
- 全力坂 (テレビ朝日)
- 月9ドラマ「カインとアベル」（フジテレビ）